# Xã Harrison, Quận Buffalo, Nebraska
Xã Harrison (tiếng Anh: Harrison Township) là một xã thuộc quận Buffalo, tiểu bang Nebraska, Hoa Kỳ. Năm 2010, dân số của xã này là 59 người.